# Metro v Tbilisi
Metro (gruzínsky თბილისის მეტროპოლიტენი, Tbilisis Metropoliteni) tvoří v hlavním městě Gruzie, Tbilisi, velmi důležitou součást městské hromadné dopravy.

## Charakter systému
Systém má celkem 2 linky (Gldani-Varketili a Saburtalo) dohromady dlouhé 27,3 km s 23 stanicemi. 21 z nich je podzemních, z toho 16 založených hluboce (6 pilířových, 5 sloupových a 5 jednolodních stanic petrohradského typu) a 4 mělce.
Metro obsluhuje centrum města, průmyslové oblasti a místa, kde se nachází kulturní budovy. Tři ze stanic se nacházejí u železničních nádraží.
Odhadu využití za rok 2005 činí 105,6 milionu cestujících. Provoz zajišťují tří- až čtyřvozové vlaky, dohromady má síť 186 vozů metra. Jedná se většinou o Soupravy typu E, zčásti novější 81-71. Některé z těch byly modernizovány závodem ZREPS z Moskvy, čelo řídících vozů dodala Škoda Transportation z Plzně, takže vzhledem připomínají typ 81-71M používaný v metru v Praze (na linkách A a B). Jako technické zázemí jim slouží dvě depa, každá linka má jedno.

## Historie

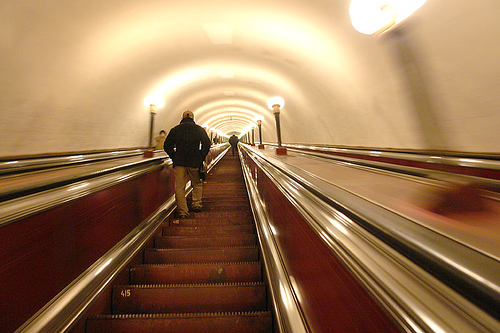
Stanice Rustaveli, eskalátorový tunel

Tbilisi jako milionové centrum Gruzínské SSR trpělo zhoršující se dopravní situací, kterou se snažilo vyřešit metrem sovětského typu.
Výstavba v tehdy sedmisettisícovém městě začala roku 1952 a trvala 14 let. 11. ledna 1966 byl otevřen 6,3 km dlouhý úsek s šesti stanicemi. Tbilisi tak bylo čtvrté sovětské město s metrem po Moskvě, Petrohradu a Kyjevě. Druhá linka přibyla v roce 1979, třetí se buduje v současné době[kdy?]. V roce 1981 bylo v provozu celkem 18,8 km tratí a 16 stanic.
Rychlý rozvoj však skončil rozpadem SSSR roku 1991, když nezávislá Gruzie vstoupila do nových společensko-ekonomických podmínek. Ideologické názvy stanic byly změněny; zastavena však byla stavba nových úseků, snížilo se rovněž financování a údržba tratí stávajících. Navíc došlo k některým incidentům (9. října 1997 ve stanici Didube se odpálil sebevražedný atentátník, 14. února 2000 někdo hodil do metra podomácku vyrobený granát a v březnu 2004 byl zaznamenán pokus o útok jedovatým plynem). Mezi lety 2004 a 2005 byla jako odpověď na tyto činy zpřísněna bezpečnostní opatření.
Od roku 2005 začaly procházet stanice i vlaky metra v Tbilisi rozsáhlou rekonstrukcí. Vynakládané finanční sumy se výrazně zvýšily; metro v Tbilisi tak mělo v roce 2007 dosáhnout evropských standardů.